# 刘一明
刘一明（1734年—1821年），号悟元子，别号素朴散人，山西平阳府沃县（今闻喜县）人，清代内丹家、医学家。

## 生平
按道教全真道龙门派系谱，他是龙门派第十一代传人。其十七岁时，刘一明身得重病，百药无效，幸喜一真人赐方，得以除病。“因病有悟，遂而慕道”。十九岁外游访道，二十二岁于甘肃榆中遇“龛谷老人”，口授心印。此后，为求参证，足迹遍布京师、河南、陕、晋、甘、宁诸省。三十七岁时，再遇“仙留丈人”于汉上，经其点化。后隐居榆中县栖云山、兴隆山修道、传教，并行医济世，著书立说。

## 贡献
他对内丹学的阐发颇为全面，主张性命双修，“若欲成道，非性命双修不可”。 

## 著作
刘一明著作有《易理阐微》、《孔易阐真》、《神室八法》、《西游原旨》、《会心集》、《阴符经注》、《悟真直指》、《修真九要》、《通关文》等，民国初年汇刻成《道书十二种》。中国中医药出版社于1990年7月出版《道书十二种》之影印本。刘一明所著医书主要有《眼科启蒙》、《经验奇方》、《经验杂方》等。